# ヘロン (航空機・イスラエル)
IAI ヘロン
- 用途：偵察機、観測機
- 分類：無人航空機
- 製造者：イスラエル・エアクラフト・インダストリーズ
- 運用者： イスラエル（イスラエル航空宇宙軍）他
- 初飛行：1994年
- 運用開始：2005年
- 運用状況：現役

IAI ヘロン(IAI Heron) は、イスラエルのイスラエル・エアクラフト・インダストリーズ (IAI)の無人機開発部門であるMALATによって開発された無人航空機（UAV）である。機体規模は中高度・長時間滞空型（MALE）に相当する。
イスラエル軍ではShovalあるいはMachatz-1と呼ばれている。

## 概要
ヘロンは前身のサーチャーと同じレシプロエンジンの推進式双胴機であるが、機体はより大型化している。GPSを使用して事前に入力した経路を自動飛行させるのが基本的な運用法だが、オペレーターによる遠隔操縦も可能で、衛星通信にも対応している。搭載可能なセンサーには、EO/IR（電子光学/赤外線）センサーや合成開口レーダー、シギント用機材、電子戦用機材、通信中継用機材などがある。またIAIは、航続距離を延長するため空中給油装置を搭載する方向で評価を行っている。

## 派生型

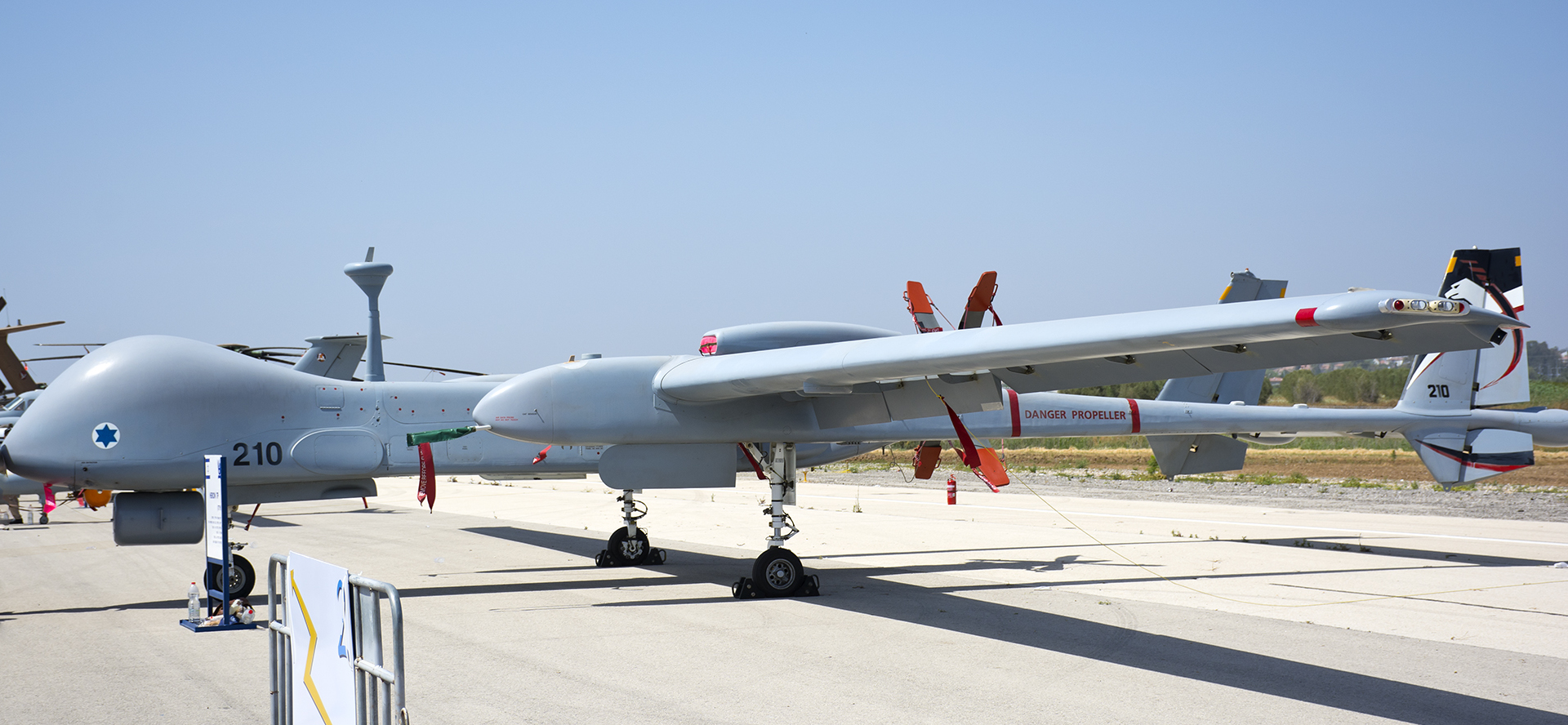
エイタン（ヘロンTP）

- アーファング（英語版）（Harfang）

エアバス・ディフェンス・アンド・スペースがフランス向けに改良を施した型。
- スーパーヘロン（Super Heron）

2014年に発表された改良型。エンジンを重質燃料対応のものへ変更し、機体性能を向上させた。
- ヘロンTP（Heron TP）

ターボプロップエンジンを装備して機体をより大型化。ペイロードは1,000kgに強化されているが、ミサイル技術統制レジーム(MTCR)の問題で、インドへの輸出が長期間にわたって延滞したことから2017年にはペイロードをヘロン1と同等の450kgとしたヘロン TP-XPが発表されている。これにより、MTCR加盟国でもカテゴリーIIでの導入が可能となる。それ以外の性能は同等である。イスラエル軍にはエイタン (איתן, Eitan)の名称で採用された。
- 海洋監視型

IAI シー・スキャンなど既存の有人海上哨戒機を代替している。EL/M-2022海上監視レーダーとTamam MOSP電気光学センサーを搭載し、電気光学ペイロードが増加、衛星通信も装備されている。航続距離1,000km（540nm）、偵察時間8時間。EL/M-2022レーダーは、174nm（322km）までの範囲で同時に100目標の追尾が可能。
- ヘロンMk.Ⅱ

シンガポール・エアショー2020にて発表された改良型。構造や材料の変更、製造技術の改善などにより、機体重量を増加させることなくペイロードを増加。またエンジンも強化されて機体性能が向上している。

## 採用国

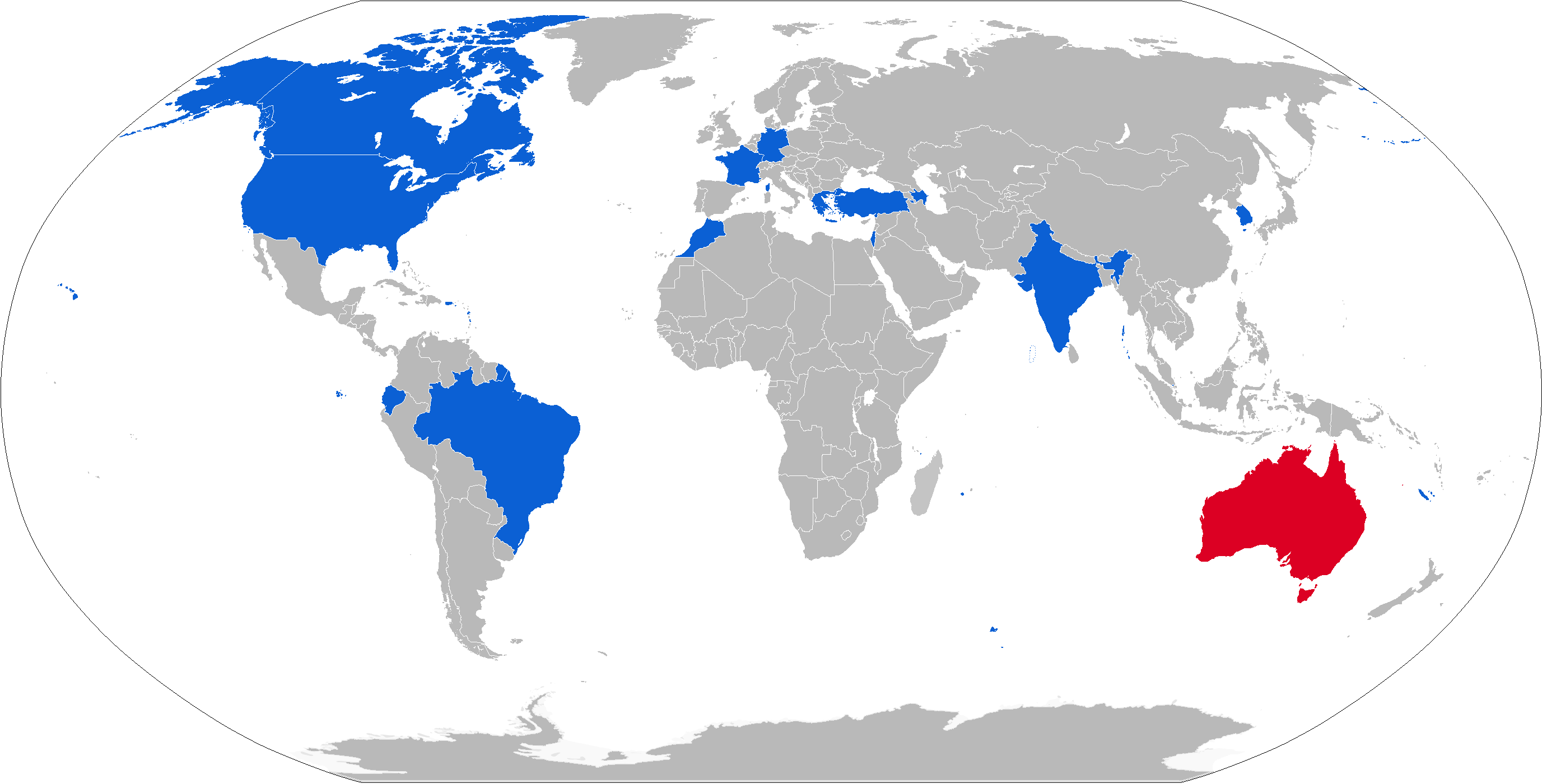
採用国（青）

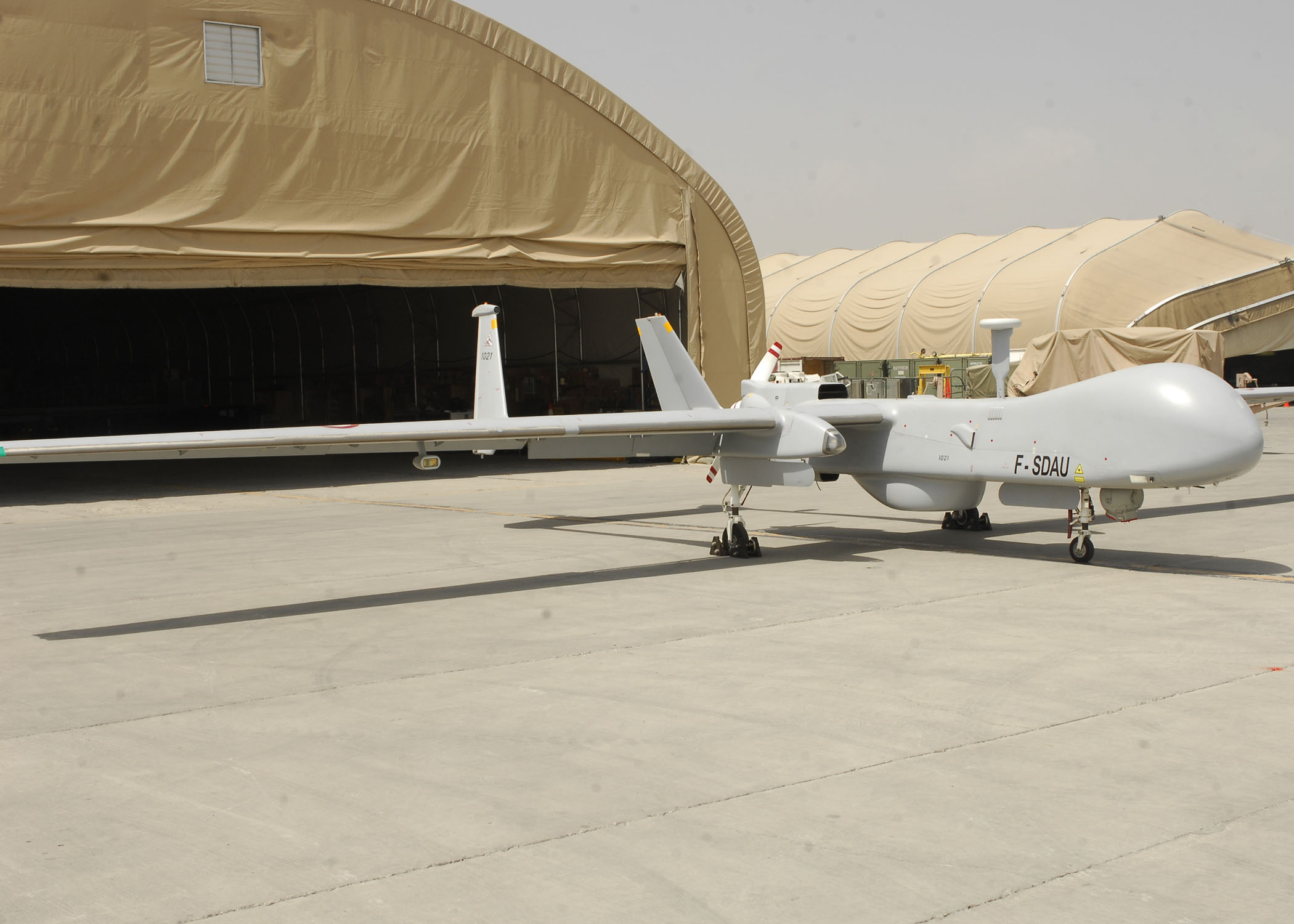
フランス空軍のアーファング

アゼルバイジャン
アゼルバイジャン空軍 - 2024年時点で、少なくとも3機のヘロンを保有。
 オーストラリア
ヘロン1を2010年以降運用していたが、2017年8月9日に6月23日に最終任務を遂行したことを発表した。
Project AIR 7003要件の解決策としてヘロンTPがIAIより提案されている。
 ブラジル
 カナダ
 エクアドル
エクアドル海軍 - 2024年時点で、2機のヘロンを保有。
 フランス
フランス空軍がRQ-5 ハンターの後継として2005年からアーファングを導入。2013年にはセルヴァル作戦に投入した。2017年にMQ-9 リーパーと交代して退役する予定だが、モロッコが退役機の導入を検討しているとされる。
 ドイツ
ドイツ空軍 - 2024年時点で6機のヘロンI（リース機）を運用していたが、ヘロンTP（GHTPとも）に切換中。
 ギリシャ
ギリシャ空軍 - 2024年時点で、2機のヘロンI（リース機）を運用。
 インド
インド陸軍 - 2021年1月に軍参謀本部がリース契約に調印し、4機のヘロンTPをリース。
インド空軍 - 2024年時点で、9機のヘロン MkIIを保有。
 イスラエル
 モロッコ
モロッコ空軍 - 2024年時点で、数量不詳のヘロンを保有。
 シンガポール
119飛行隊と128飛行隊で運用。サーチャーの後継としてヘロン1を2012年5月より運用を開始。2017年3月17日にFOC（完全作戦能力）を達成した。
シンガポール向けヘロンは防衛科学技術庁（DSTA）の手により地上ステーションに改良が加えられより直観的なインターフェイスとなりオペレータの作業負荷が軽減された。また高度に輻輳したネットワークで、品質データのスムーズなストリーミングを可能にするためにデータリンクを強化し、シンロンシステムを開発してオペレータがシンガポールの密集した限られた空域で現実的に訓練できるようにいる。2023年時点で、シンガポール空軍が8機以上を保有している。
 韓国
2014年12月17日にヘロン1を約300億円（1,096ウォン）で4機購入することを決定した。 DAPAの関係者は、ヘロン1は、キャパが少ないが他の無人機のモデルよりもはるかに安いため選ばれたと語った。韓国はヘロンを北朝鮮の監視を維持するもう一つの手段として採用する予定で、一部は海上巡視の任務を果たすこともできるとしている。
2016年6月10日付の中央日報によると既に試験運用を開始し2016年8月により実戦配備するという。無人機は西北島嶼地域に配備され、北方限界線を監視する役割を担う予定で、このために無人機運用部隊も正式に設置される。
2017年5月、北朝鮮の公式報道官は、ヘロンが、午前7時46分から午後8時40分まで、西側の国境沿いに4回飛行したと報じた。
 トルコ
 アメリカ合衆国
 メキシコ

### 検討
日本
導入を決めたRQ-4 グローバルホークに運用やコスト面の問題が明らかとなったことから、防衛装備庁ではヘロンTPをベースに日本のセンサーなどを搭載した無人偵察機を共同開発する構想が持ち上がっているとされている。

## 諸元（ヘロン）
- 全長：8.5m
- 全幅：16.6m
- 最大離陸重量：1,250kg
- エンジン：ロータックス914（英語版） レシプロエンジン（115馬力）×1
- 最大速度：222km/h
- 運用高度：9,144m+
- 航続時間：40時間+
- 行動半径：250km（見通し線圏内）または1,000km（見通し線圏外）
- ペイロード：250kg